# Julia Clukey
Julia Clukey (* 29. April 1985 in Augusta) ist eine ehemalige US-amerikanische Rennrodlerin.

## Werdegang
Clukey begann 1999 mit dem Rennrodeln und wurde 2000 US-Jugendmeisterin. Den Titel holte sie im folgenden Jahr erneut und wurde bei der US-Juniorenmeisterschaft Dritte. 2002 und 2003 gewann sie jeweils die Silbermedaille. Mit dem US-Team gewann sie 2003 den Mannschaftswettbewerb bei den Juniorenweltmeisterschaften. Seit der Saison 2006/07 tritt Clukey im Rennrodel-Weltcup an. Ihr erstes Rennen bestritt sie am Königssee, wo sie den fünften Platz belegte. Dieses Ergebnis konnte sie in ihrer ersten Saison im Weltcup nicht weiter verbessern. Bei den Rennrodel-Weltmeisterschaften 2007 belegte sie gleich bei ihrer ersten WM den achten Rang. Zum Beginn des Rennrodel-Weltcups 2007/08 wurde Clukey Vierte und belegte ihr bis dahin bestes Weltcupergebnis.
Bei den Rennrodel-Weltmeisterschaften 2008 in Oberhof fuhr Clukey auf den 12. Platz. In der Saison 2008/09 verlor sie den Anschluss an die Weltspitze deutlich und wurde nur 30. der Weltcup-Gesamtwertung. Lediglich bei den Rennrodel-Weltmeisterschaften 2009 auf ihrer Heimbahn in Lake Placid überzeugte sie als Fünfte. In der folgenden Rennrodel-Weltcup 2009/10 fand Clukey wieder auf die Erfolgsspur zurück und erreichte mit guten Weltcup-Ergebnissen die Qualifikation für die Olympischen Winterspiele 2010 in Vancouver. Dort belegte sie nach vier Läufen am Ende den 17. Platz. Vor dem vierten und abschließenden Lauf belegte sie noch Rang 16 fiel aber als Lauf-25. noch auf Platz 17 zurück. Bei den US-Meisterschaften 2010 in Lake Placid gewann sie im Einsitzer die Bronzemedaille.
In der Saison 2010/11 fuhr Clukey in Park City einmal mehr als Fünfte auf einen Top-Platz. Während der Saison wurde bei ihr jedoch eine Chiari-Malformation diagnostiziert. Trotz dieser Krankheit gewann sie zu Beginn des Winters 2011/12 ihren ersten nationalen Titel. Am Königssee gehörte sie erstmals zur Teamstaffel und wurde auf Anhieb mit ihren Teammitgliedern Fünfte. Zum Ende der Saison feierte Clukey mit Rang zwei in Lake Placid im Einzel sowie Rang zwei mit der Teamstaffel ihre ersten beiden Podestplätze. Zum Beginn der Olympiasaison 2013/14 gewann sie Silber bei den US-Meisterschaften. In der Folge blieben Top-Platzierungen im Weltcup jedoch aus. Bei der verbandsinternen Ausscheidung für die Olympischen Winterspiele 2014 in Sotschi verpasste sie die Qualifikation nur um 0,013 Sekunden.